# Missionsstationen im Hochstift Münster

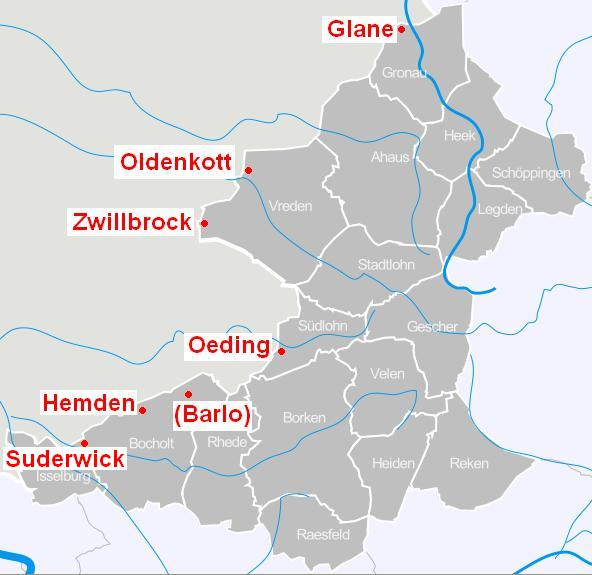
Die Lage der einzelnen Missionsstationen eingetragen auf einer Karte des Kreises Borken.

Missionsstationen waren im Hochstift Münster vom 17. bis zum Ende des 18. Jahrhunderts existierende Standorte in Grenznähe zur seelsorglichen Betreuung niederländischer Katholiken, denen die freie Religionsausübung auf dem Gebiet der damaligen Niederlande zu der Zeit nicht gestattet war. Mit der Gründung der Batavischen Republik 1795 wurde die Religionsfreiheit verfügt und das Verbot öffentlicher katholischer Gottesdienste aufgehoben.

## Geschichte
Schon zu Beginn des 17. Jahrhunderts existierten einige solcher Stationen. Unter Fürstbischof Christoph Bernhard von Galen wurde dieses System fest etabliert, vor allem nach dem Scheitern seiner kriegerischen Unternehmungen gegen die Niederlande. Zu Anfang waren die Kirchen und Kapellen eher notdürftig – teilweise sogar aus Torf – errichtete Bauwerke.
Die Katholiken der Missionsstationen Suderwick, Hemden, Zwillbrock und Oldenkott betreuten Minoritenpatres der Ordensniederlassung in Bocholt. Seelsorger der Missionsstation in Oeding waren Franziskaner-Observanten der Sächsischen Franziskanerprovinz Saxonia vom Konvent in Vreden aus. In Glane ließ sich ein vertriebener Frauenkonvent aus Almelo nieder.
Fast alle noch erhaltenen Kirchen sind erst Mitte des 18. Jahrhunderts erbaut worden. Nachdem auf der niederländischen Seite der Grenze den Katholiken Religionsfreiheit gewährt worden war, entstanden aus den Missionsstationen Pfarreien für die auf deutscher Seite ansässige Bevölkerung.

## Die Missionsstationen
Die Auflistung folgt grundsätzlich dem niederländisch-deutschen Grenzverlauf von Südwesten (Anholt) nach Nordosten (Glane). Einige Missionsstationen (Schüttenstein, Mussum, Rietmolen) befanden sich allerdings nicht an der Grenze, sondern im Hinterland.

### Anholt (Isselburg) – Kapelle auf der Regniet

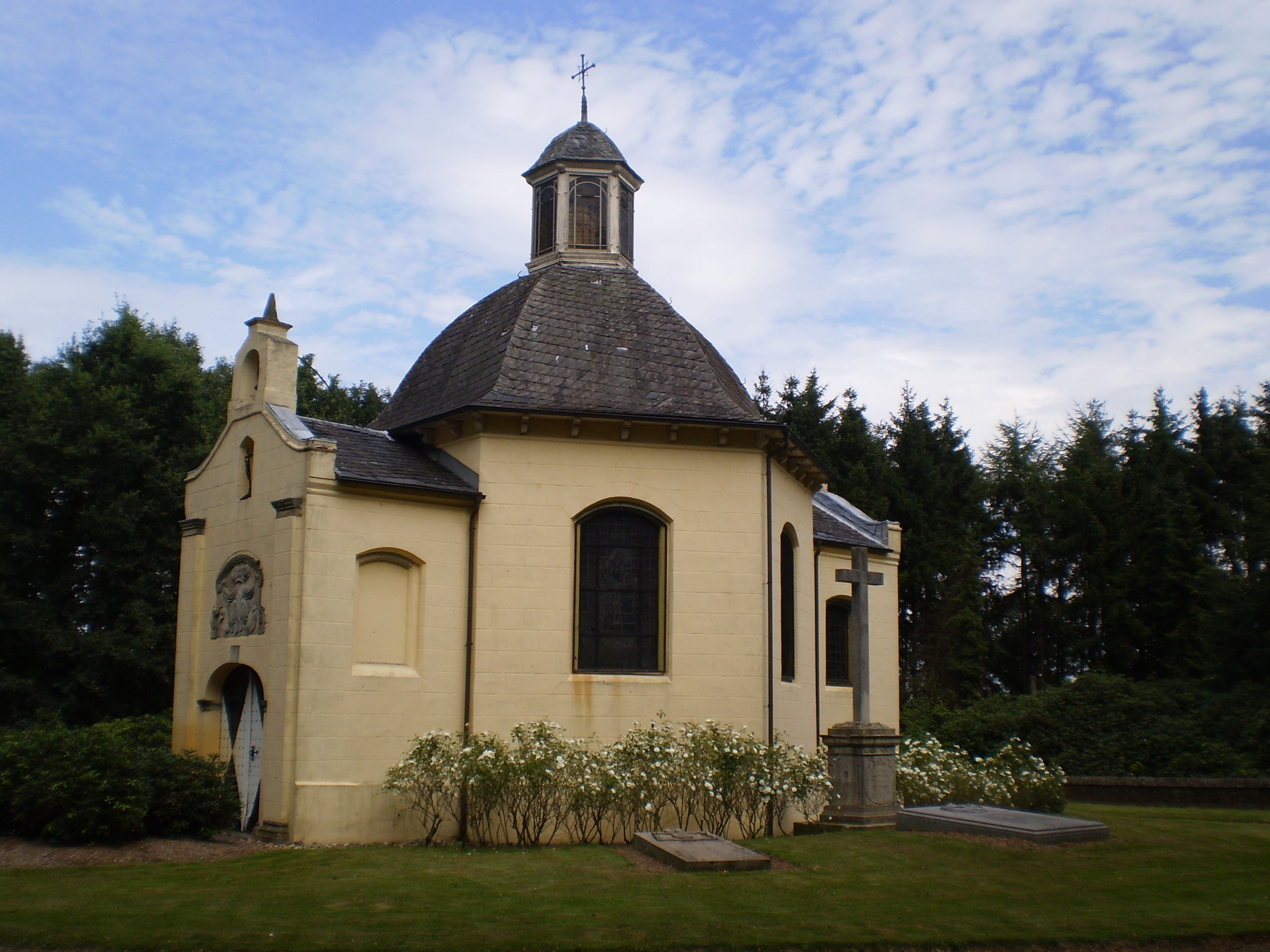
Missionsstation in Anholt

In der nördlich von Anholt, unmittelbar an der Grenze gelegenen Bauerschaft Regniet ließ Fürst Karl Theodor Otto zu Salm um 1700 eine Kapelle für die Katholiken auf der niederländischen Seite bauen. Ab 1813 diente sie als Gruftkapelle der Familie Salm-Salm.

### Suderwick (Bocholt) – St. Michael
1660 ließ Bischof Christoph Bernhard von Galen in Suderwick für die verbliebenen niederländischen Katholiken unmittelbar an der Grenze (am Hellweg) eine erste Kapelle errichten. Ab 1682 konnten sie ihre Gottesdienste im Haus der Eheleute Wessel Rodespieker und Jennken te Beergen in Suderwick feiern, das diese der katholischen Kirche geschenkt hatten. Ihr Seelsorger war zunächst der Bocholter Vikar Ernst Ignaz Busch. Das Haus Rodespieker wurde zu einer Kapelle umgebaut. Die kleine Gemeinde zählte etwa 100 Katholiken. Unter den Namen „Dinxperlo“ (woher die meisten Gläubigen stammten) wurde die Gemeinde zur Pfarrei erhoben.
Im Jahre 1765 wurde die Kapelle durch die noch heute bestehende Kirche ersetzt. Der „im eleganten Hochbarock“ aus Holz gefertigte Hochaltar stammt aus der Erbauungszeit.

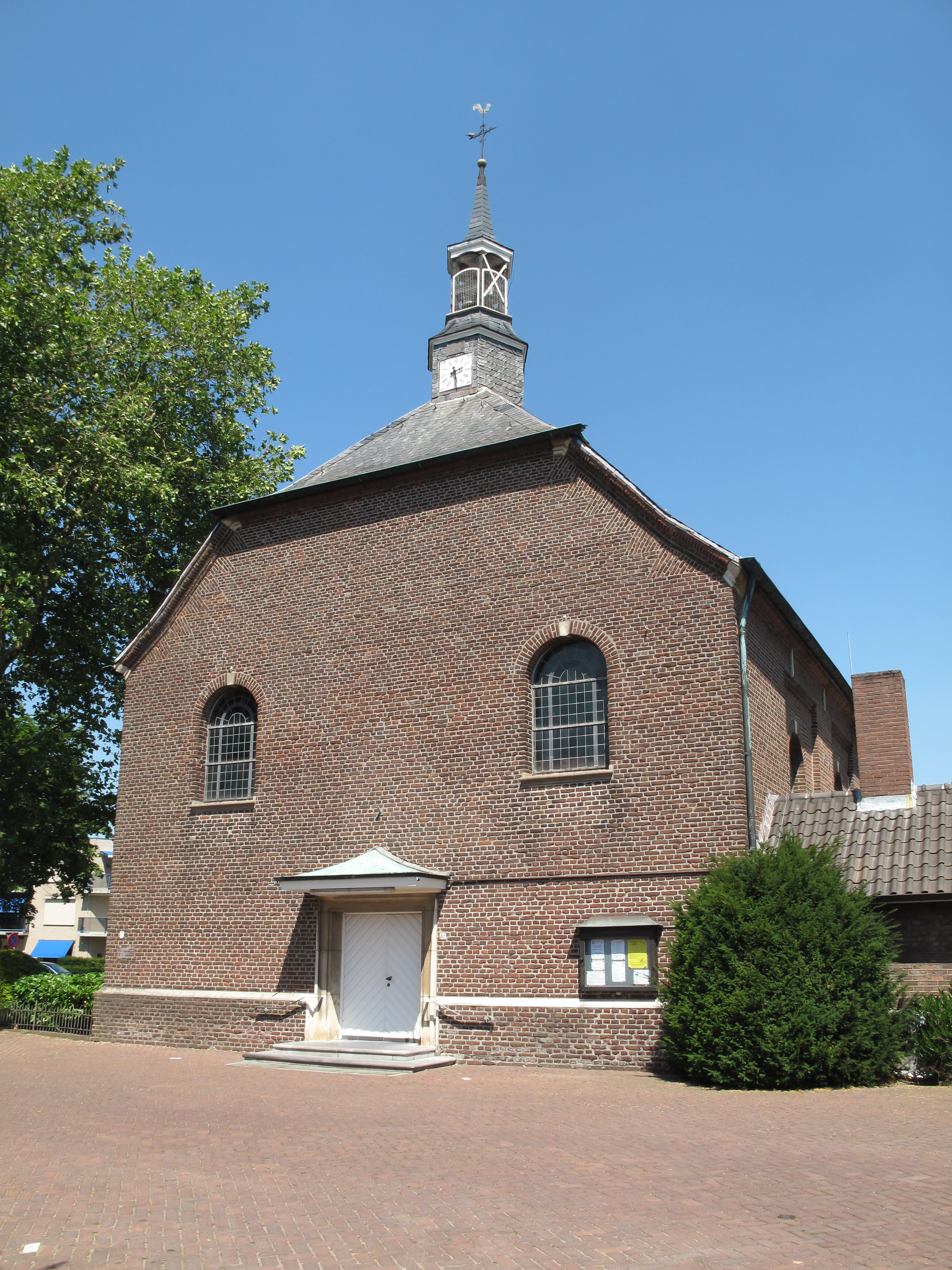
St.-Michael-Kirche
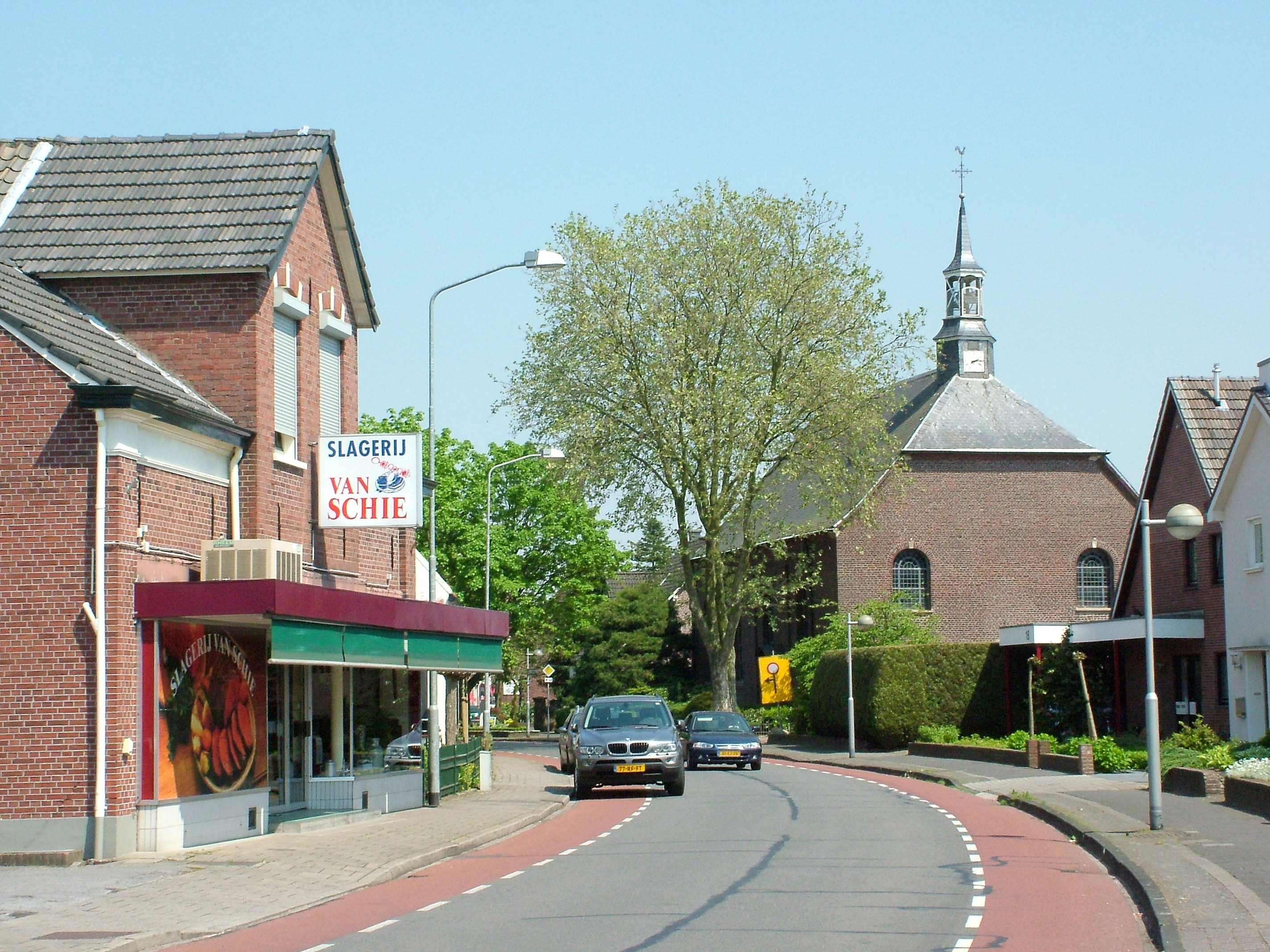
Außenansicht – entlang der Bordsteinkante verläuft noch heute die Grenze D/NL.

### Schüttenstein (Isselburg) – St. Trinitatis
Rechts der Issel, gegenüber von Werth, stand im Spätmittelalter und in der Frühen Neuzeit Haus Schüttenstein. Dort errichteten die Bocholter Minoriten 1635 eine Missionsstation. 1649 bauten sie eine Kapelle. Sie wurde durch die heutige, von 1785 bis 1787 errichtete Kirche ersetzt.

### Mussum (Bocholt) – Liebfrauenkapelle
Vikar Ernst Ignaz Busch ließ 1671 auf dem Gut Nedermollen in Mussum eine Unserer Lieben Frau geweihte Kapelle errichten. Sie diente dem Gottesdienst und der religiösen Unterweisung der Katholiken der Bauernschaften Mussum, Liedern und Lowick. Nach der Wiederzulassung öffentlicher katholischer Gottesdienste in den Niederlanden wurde die Kapelle aufgegeben.

### Spork (Bocholt)
Die Missionsstation in Spork wurde 1665 auf dem bischöflich-münsterschen, schon 1375 urkundlich nachgewiesenen Lehnsgut Emsing eingerichtet. Sie ist nie über das Stadium einer Notkapelle hinausgewachsen.

### Hemden (Bocholt) – Hl. Kreuz
In den 1650er Jahren feierten Minoriten aus Bocholt in einer Scheune in Hemden Gottesdienste insbesondere für niederländische Katholiken. Im Juli 1674 begann man mit dem Bau einer Kapelle. Den Anstoß dazu gab auch in Hemden Vikar Ernst Ignaz Busch. Zwischen 1710 und 1714 wurde die bis dahin achteckige, größtenteils aus Holz gebaute Kapelle mit einem rechteckigen Grundriss erweitert. Mitte des 18. Jahrhunderts zählte die Pfarrei Hemden 451 niederländische und 27 deutsche Katholiken. Als nach 1798 in den jenseits der Grenze gelegenen Nachbarorten Bredevoort und Aalten wieder katholische Kirchen errichtet werden durften, verlor die Kreuzkapelle ihren Zweck. 1823 wurde sie abgerissen. Die Steine verwendete man für das Fundament der St.-Helena-Kirche von Barlo. An die Stelle, an der die alte Hemdener Kapelle einst stand, erinnert ein barockes Steinkreuz.

### Oeding (Südlohn) – St. Jakobus
Bischof Christoph Bernhard Graf von Galen wies den bedrängten Katholiken aus Winterswijk und den umliegenden Bauerschaften Kotten, Woold und Brinkheurne 1674 die Burgkapelle von Burg Oeding zu. Ab 1680 betreuten Franziskaner des Vredener Observantenklosters die Missionsstation. Die Missionare besuchten gewöhnlich zu zweit, als Bauern oder Hausierer verkleidet, die Gläubigen in Winterswijk und Umgebung. Ab 1719 ließ sich sogar für kurze Zeit ein Franziskaner in Winterswijk nieder, wurde aber entdeckt und von den Protestanten vertrieben. Als Winterswijk 1795 unter französische Herrschaft kam, konnten die Katholiken das Recht auf freie Religionsausübung erwirken. Am 17. Mai 1795 feierte ein Franziskaner aus Oeding dort erstmals einen öffentlichen Gottesdienst; ab 1799 hatte Winterswijk sogar eine katholische Kirche.
Mitte des 18. Jahrhunderts reichte die Kapelle in Oeding für die wachsende Zahl von Gläubigen nicht mehr aus; sonntags kamen oft um die 300 Personen über die Grenze zum Gottesdienst. 1757 schenkte Conrad Bernhard Schütte den Franziskanern sein elterliches Haus in der Burgfreiheit Oeding mit der Auflage, an dessen Stelle eine Kapelle zu Ehren des Apostels Jakobus des Älteren sowie eine Unterkunft für den Missionar zu errichten. 1765 begann der Bau. Am 13. März 1768 feierte Pater Rogerius Keuthan die erste heilige Messe in der neuen Kapelle. Die Franziskaner blieben bis 1836, als letzter wirkte dort Matthäus Hölscher, der seit 1816 in Oeding war, bis er dort am 6. März 1836 starb.

### Zwillbrock – St. Franziskus

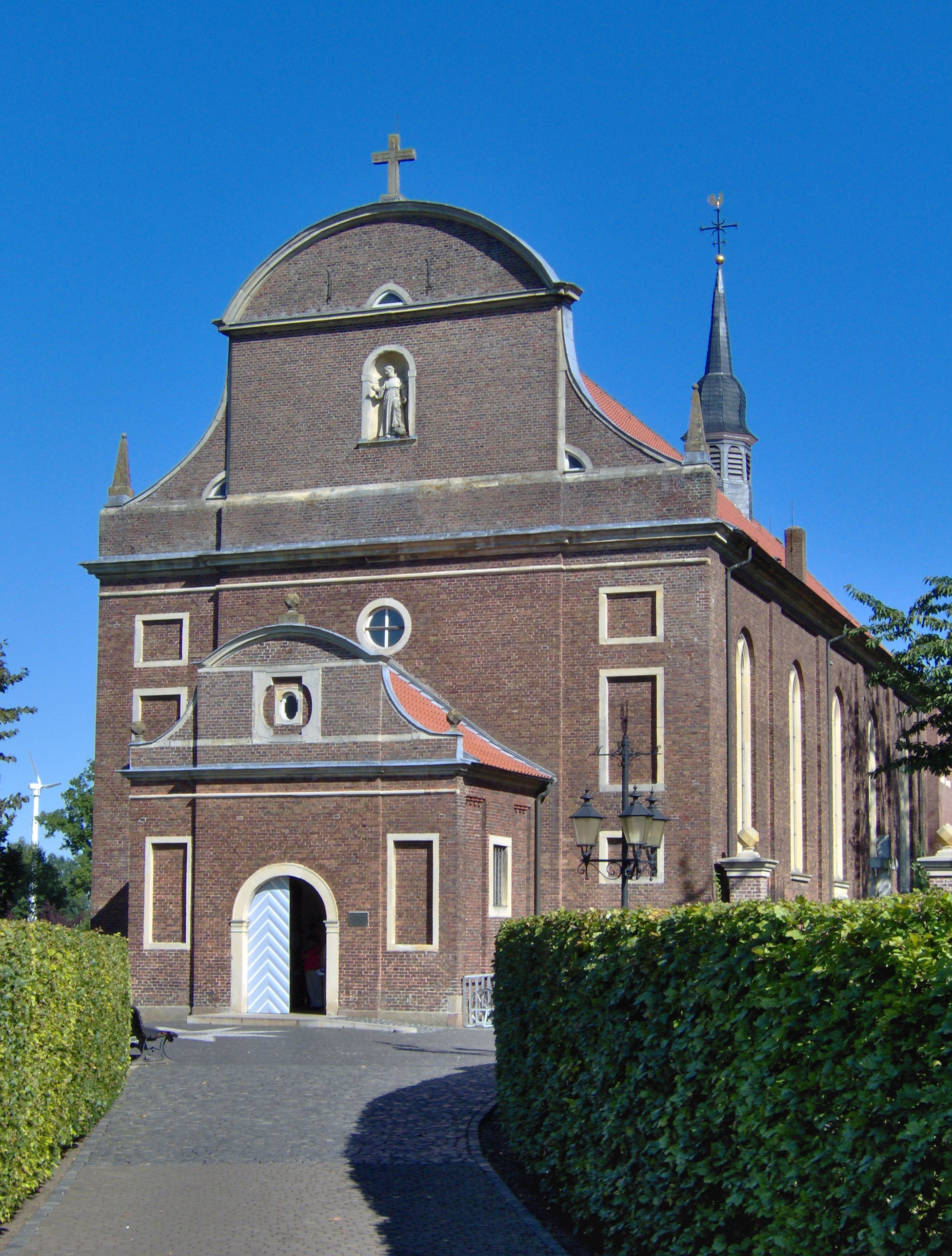
St. Franziskus in Zwillbrock

In Zwillbrock befindet sich die größte und am besten erhaltene Anlage einer Missionsstation. Weihnachten 1651 war der erste katholische Gottesdienst, die Christmette, zunächst noch unter freiem Himmel. Bereits zu Ostern errichtete man eine Kapelle aus Torf, die an den Sonn- und Feiertagen sehr gut besucht wurde.
1717 wurde der Grundstein der heutigen Kirche St. Franziskus gelegt, die im Jahr 1719/1720 fertiggestellt wurde. Für die dort tätigen Minoritenpatres wurde das Kloster Bethlehem gebaut, von den Zwillbrockern „Bethlehem im Wald“ genannt. Die Klosterkirche wurde 1858 zur Pfarrkirche von Zwillbrock erhoben. Zur Gemeinde gehörten bis ins 21. Jahrhundert noch etliche niederländische Katholiken.

### Rietmolen (Niederlande)
Von 1616 bis 1635 feierten die Katholiken aus Neede und Umgebung ihre Gottesdienste im Geheimen auf Schloss Bloo (t‘ Bloo) zwischen Neede und Borculo gelegen. Nach 1635 feierten sie die Gottesdienste auf Bauernhöfen. Darauf standen hohe Geldstrafen.
1712 konnten die Minoritenpatres des Zwillbrocker Klosters auf dem Bauernhof „De Reetmole“ in der Bauerschaft ‘n Brookn, gelegen zwischen Neede und Haaksbergen, eine Missionsstation einrichten. Daraus entwickelte sich im 19. Jahrhundert das Dorf Rietmolen.

### Wennewick-Oldenkott (Vreden) – St. Antonius von Padua
Weil die 1652 errichtete Kapelle in Zwillbrock zu klein war und weil es von Haaksbergen bis Zwillbrock drei Stunden Fußweg waren, drängten die Katholiken in Rekken und Haaksbergen darauf, einen zweiten, näher gelegenen Ort zu finden, um Gottesdienste feiern zu können. Dies geschah ab 1654 im Haus Winkelhorst am Oldenkotten. 1657 billigte Bischof Christoph Bernhard Graf von Galen den Bau einer Kirche unmittelbar an der Grenze. Vermutlich war dies überhaupt der erste massive Steinbau in der dortigen Bauerschaft Wennewick. Die Seelsorge übernahmen die Zwillbrocker Patres. Sie wählten für das Patrozinium mit Antonius von Padua einen Heiligen ihres Ordens. Der Kirchenbau ist erhalten, er wurde im Laufe eines Vierteljahrtausends innen mehrfach umgestaltet. Heute bietet die Kirche ein überwiegend zeitgenössisches Erscheinungsbild mit Ausnahme der Orgel (Barock) und einiger älterer Skulpturen.
Um die Kirche siedelten sich einzelne Höfe und Häuser an, so entstand der Ortsteil Oldenkott der Doppelbauerschaft Wennewick-Oldenkott.
Nördlich der heutigen Kirche befand sich von 1699 bis 1740 die hölzerne Kapelle Niekerk in Wennewick. Sie diente den aus Haaksbergen über den „Papendiek“ (Pfaffendamm) – heute „Peddendiek“, niederländisch „Peddedijk“ – kommenden Katholiken.

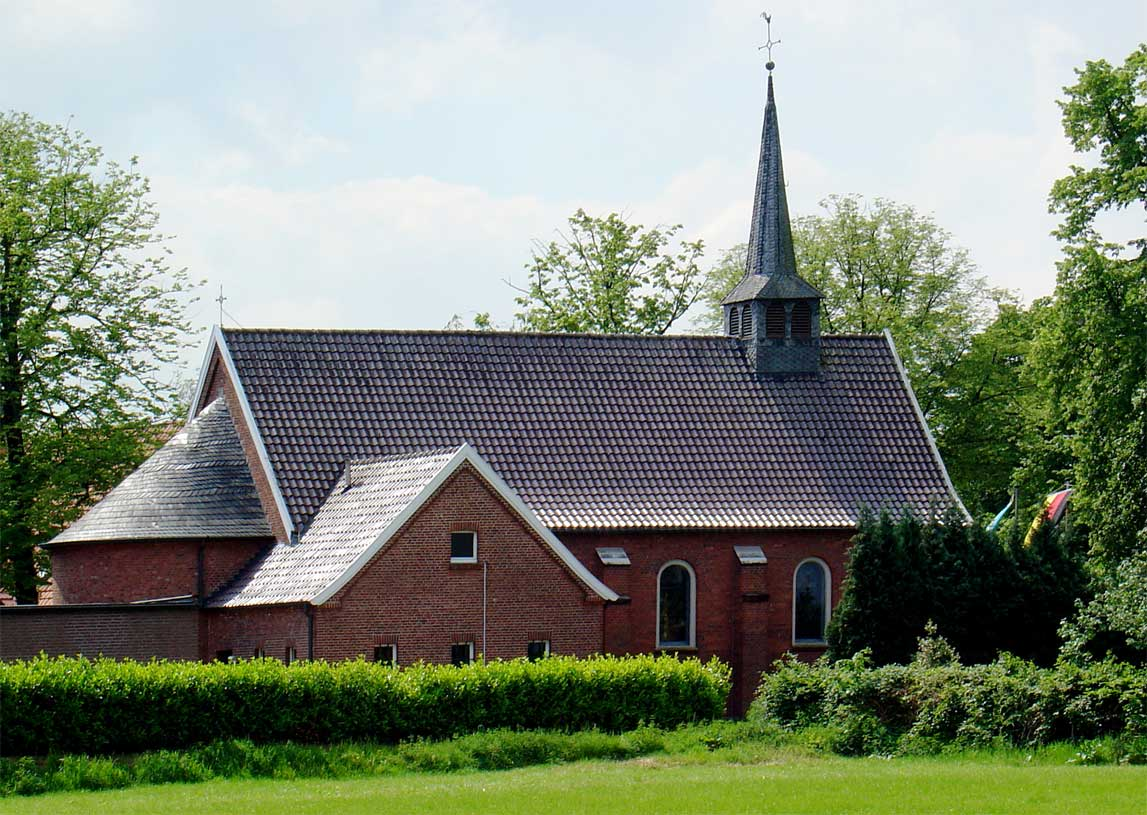
Kirche in Oldenkott
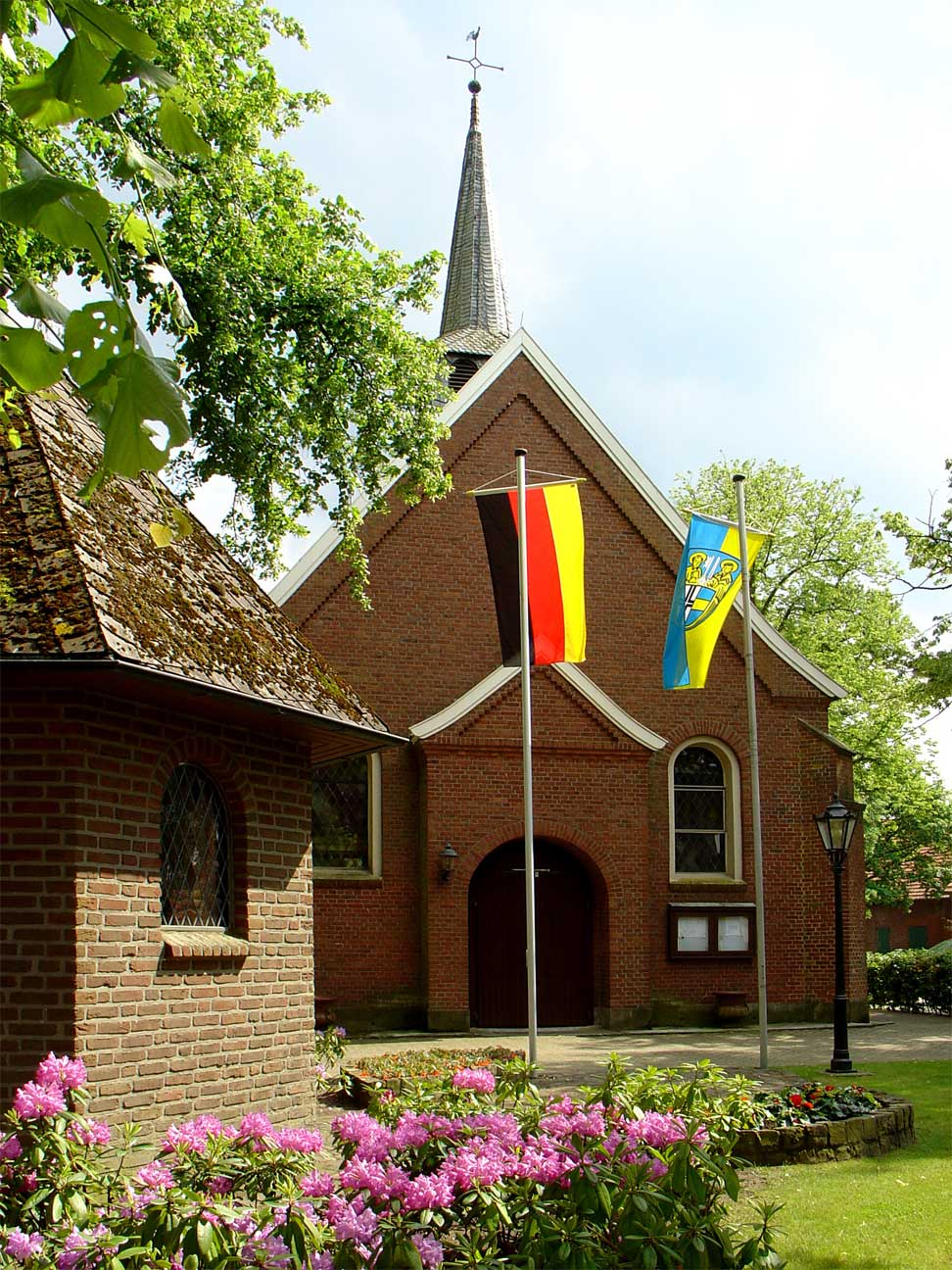
Portal

### Alstätte – Hof Herker-Orthaus
Drei niederländische Priester, die aus der Heimat vertrieben worden waren, kauften 1640 ein zum Hof Herker-Orthaus bei Alstätte gehörendes, ursprünglich für das Leibgedinge bestimmtes Gebäude. Darin richteten sie ein Bethaus und ihre Wohnung ein. An den Sonntagen kamen zahlreichen Landsleute über die Grenze, um mit ihnen die heilige Messe zu feiern. Später übernahmen Vredener Franziskaner die dortige Seelsorge.

### Glane (Gronau) – Kloster Marienflucht

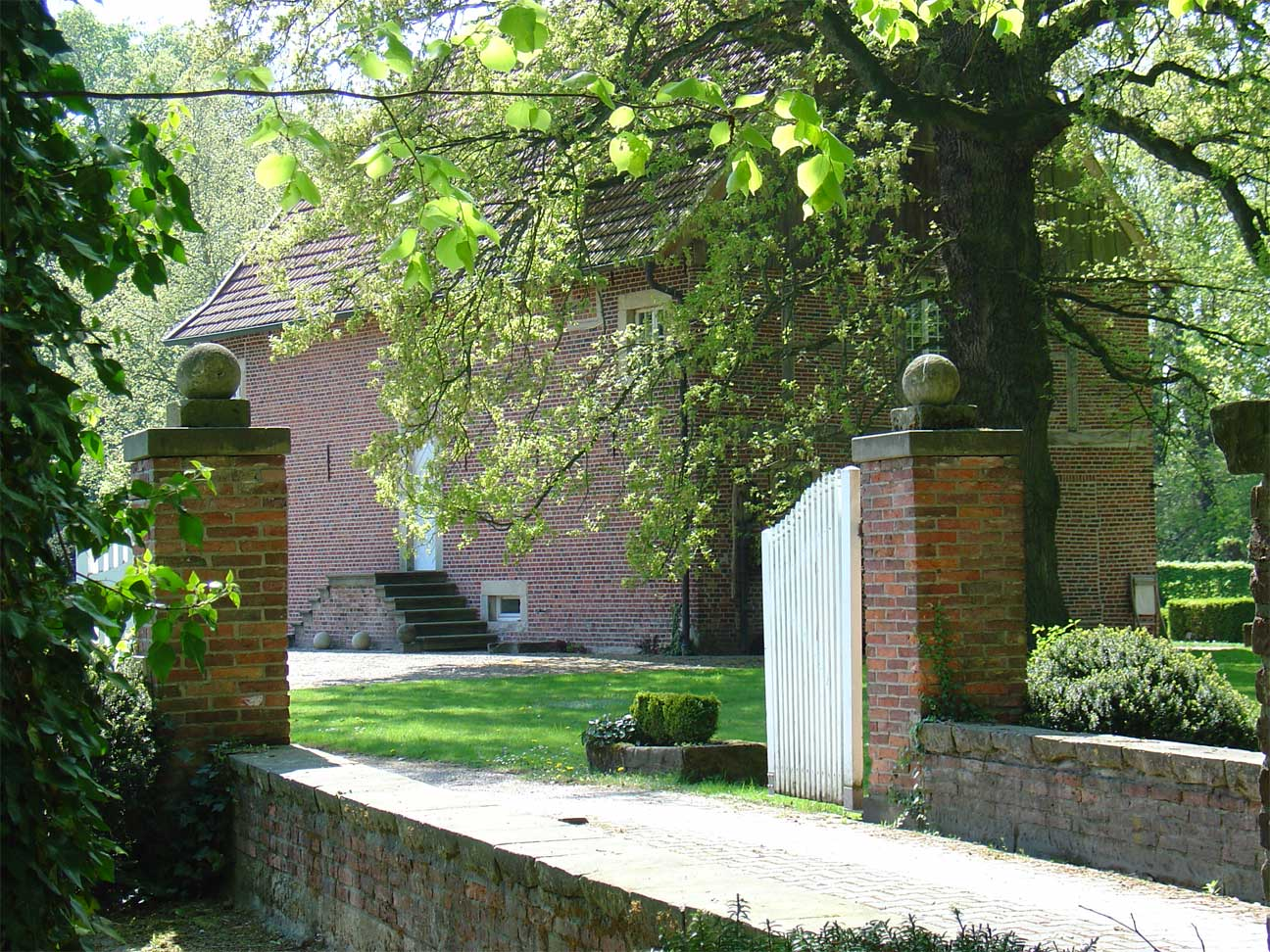
Erhaltenes Nebengebäude von Kloster Marienflucht

In einer 1633 in Glane bei Gronau für die niederländischen Katholiken in Enschede und Umgebung errichteten Missionsstation gründeten 1664 aus Almelo vertriebene Tertiarierinnen ein neues Kloster mit einem Patrozinium, in dem ihre Lage zum Ausdruck kam: „Maria auf der Flucht nach Ägypten“ (lateinisch coenobium fugae Mariae in Aegyptum), kurz: „Marienflucht“. 1803 nahmen die Franziskanerterziarinnen in Glane die aus Coesfeld vertriebenen Annunziatinnen auf. 1811 wurde das Kloster aufgehoben und später bis auf einen Flügel abgebrochen.

### Geschichte der Missionsstationen
- Bernhard Lensing: Notkirchen an der holländisch-münsterischen Grenze. In: Unser Bocholt, 3. Jg. (1952), S. 127–130.
- Hubert Müller, Guido Leeck (Red.): Grenzenlos. Zwillbrock und die Missionsstationen an der Grenze. Freundeskreis Barockkirche Zwillbrock, Vreden-Zwillbrock 2008, ISBN 978-3-937432-25-0 (zur Ausstellung „Zwillbrock und die Missionsstationen an der Grenze“ im Hamaland-Museum in Vreden vom 26. Oktober 2008 bis 11. Januar 2009).
- Franz Wilhelm Woker: Geschichte der norddeutschen Franziskaner-Missionen der Sächsischen Ordens-Provinz vom hl. Kreuz. Ein Beitrag zur Kirchengeschichte Norddeutschlands nach der Reformation. Herder, Freiburg 1880 (Kapitel Die Franziskaner-Missionen der Grafschaft Bentheim, Emlinkamp, Brautlecht. Missionsthätigkeit der Franziskaner in Wisnterwick <sic>, Oeding, Eltens und an den Holländischen Orten s’Heerenberg, Didam, Beck und Oldenzaal, S. 718 ff.).

### Einzelne Missionsstationen
- Jacobus Joannes van Deinse: „Herker-Orthaus“ bei Alstätte. In: Aus alter Zeit. Organ des Vereins für Geschichtsforschung und Altertumskunde des Kreises Ahaus, Jg. 2 (1904), S. 50.
- Clemens Heitmann: Ehemalige Kapelle im Alstätter Brook bei Herker-Orthaus. In: Aus alter Zeit. Organ des Vereins für Geschichtsforschung und Altertumskunde des Kreises Ahaus, Jg. 2 (1904), S. 66.
- Hermann Terhalle: Barockkirche St. Franziskus Vreden-Zwillbrock. Herausgegeben vom Freundeskreis der Barockkirche Zwillbrock e. V. Ziegler Beckmann, Köln 1996.